# Fantasi (musikalbum)
Fantasi är debutalbumet av den svenska popgruppen Freestyle.
På albumlistorna toppade det i Sverige, medan det som bäst nådde sjundeplatsen i Norge. Originaltexterna var på svenska, men albumet kom 1981 även i en version där samma låtar fått text på engelska. I Sydamerika gavs albumet även ut under titeln "Free Style" och innehöll då två låtar med spanskspråkig sång.
Albumet är en av titlarna i boken Tusen svenska klassiker (2009).

## Låtlista

### Svenska
Sida ett
1. "Nära dig" (Tommy Ekman, Christer Sandelin) - 3:03
2. "Bubblar" (Ekman, Sandelin) - 2:55
3. "Kom till mig" (Ekman, Joakim Hagleitner, Sandelin, Anders Uddberg) - 3:31
4. "Rider omkring" (Ekman, Sandelin) - 2:41
5. "Fångad i tiden" (Björn Håkanson) - 3:44
6. "Är det värt..." (Ekman, Hagleitner, Sandelin) - 3:09

Sida två
1. "Vill ha dig" (Ekman, Hagleitner, Sandelin, Uddberg) - 3:36
2. "Heta nätter" (Ekman, Hagleitner, Sandelin, Uddberg) - 2:27
3. "Resa i tiden" (instrumental; Ekman, Sandelin, Uddberg)
4. "Fantasi" (Ekman, Sandelin) - 2:46
5. "Leva livet" (Ekman, Hagleitner, Sandelin, Uddberg) - 2:23
6. "Ensam i natten" (Hagleitner) - 3:22

### Engelska
Sida ett
1. "Next to You"
2. "Dizzy"
3. "I'm Talking to You"
4. "One More Ride"
5. "Could It Be a Dream"
6. "Can I Help"

Sida två
1. "I Want You"
2. "Night Time Lovers"
3. "Travel in Time"
4. "Fantasy"
5. "Still a Change"
6. "Paradise Fool"

## Musiker
- Gigi Hamilton – sång, fingerknäpp
- Christer Sandelin – sång, bas
- Diane Corinne – sång, fingerknäpp
- Tommy Ekman – sång, elpiano
- Anders Uddberg – synthesizer, klaviatur
- Joakim Hagleitner – sång, trummor

## Listplaceringar
| Lista (1981-1982) | Topplacering |
| ----------------- | ------------ |
| Norge             | 7            |
| Sverige           | 1            |